# Hangutánzó szó
A hangutánzó szó állati, emberi vagy természeti hangjelenséget felidéző lexikális elem.
Nem tévesztendő össze a hangjelenség tulajdonképpeni, nem nyelvi utánzása a hangutánzó szóval, ugyanis az utóbbi beilleszkedik a nyelv fonológiai rendszerébe, és olykor a nyelvtani rendszerébe is.
Jellegzetes vonása a hangutánzó szónak az, hogy természetes motivációja lévén, kivételt képez azon szabály alól, mely szerint a nyelvi jel általában önkényes, azaz nincs kapcsolat a hangtani alak és aközött, amit jelent.

## A hangutánzó szó körülhatárolása
A hangutánzó szó körülhatárolása nem egységes különböző nyelvek grammatikáiban és különböző nyelvészeknél.
A magyar nyelv grammatikáiban megtalálható egyrészt a „hangutánzó mondatszó” terminus, másrészt a „hangutánzó szó”, amely alatt a hangjelenségeket felidéző igéket, főneveket és más szófajokhoz tartozó szavakat értik.
Más nyelvekben a „hangutánzó mondatszó”-nak a görög ὀνοματοποιία, az angol nyelvben onomatopoeia alakban használt szó felel meg, de alatta nemcsak mondatszót értenek, hanem a mondatszó alakjával mondatba illeszthető szót is.
Egyes grammatikákban a hangutánzó mondatszót az indulatszó egyik kategóriájának tekintik, például a francia nyelv grammatikáiban, a horvát nyelvéiben, a szerb nyelvéiben, a román nyelvéiben. Magyar grammatikákban ingadozás tapasztalható a kérdésben. Például Gerstner 2006 megemlít hangutánzó indulatszavakat a hangutánzó szavakról szóló alfejezetében, mely ilyen igékről és főnevekről szól, de nem foglalkozik velük az indulatszavakról szóló alfejezetében. A. Jászó 2007 külön mondatszó-kategóriákként kezeli az indulatszavakat és a hangutánzó mondatszókat, de nála is megjelenik a „hangutánzó indulatszó” terminus a gyermeknyelvről szóló fejezetben. Több nyelvészeti szótárban is látszik ilyen ingadozás. Például Bussmann 1998 azt állítja, hogy „az indulatszavaknak gyakran hangutánzó jellegzetességeik vannak”, de a hangutánzó mondatszót nem határozza meg mint az indulatszó egyik kategóriáját. Dubois 2002-ben sem jelenik meg a hangutánzó mondatszó az indulatszó egyik kategóriájaként, viszont az „interjection” szócikkben megemlíti, hogy egyes indulatszavak hangutánzó mondatszókból származnak. Crystal 2008-ban nincs szócikk a hangutánzó mondatszóról, és az „interjection” szócikkben sem említi meg.
Nem tisztázott, hogy az indulatszavak közé tartoznak-e olyan emberi artikulálatlan hangos megnyilvánulások, amelyek más szófajokhoz tartozó szavakkal kifejezett mondatszók szinonimái, például az írásban ühüm-ként visszaadott igen értékű. Balogh 1971 az ilyeneket hangutánzó szavaknak tekinti, A. Jászó 2007 pedig az indulatszókkal rokonoknak nevezi.
A körülhatárolás kérdéséhez tartozik az állatok hívására, terelésére és űzésére használt szavak státusza is. Egyesek az indulatszókhoz sorolják őket: sicc, (horvátul)/(szerbül) šic, (románul) zât. Gerstner 2006 szerint ezek „az indulatszavak és a hangutánzó szavak […] sajátos csoportját alkotják”.

## Felidézett hangok
A hangutánzó mondatszók a következő kategóriákba tartozó hangokat adják vissza:
- állati hangok: kikirikí, nyihaha, miau;
- emberi artikulálatlan hangok: cupp, hapci, hukk;
- természeti hangok: bumm, durr, puff, kipp-kopp.

A hangutánzó mondatszókat gyakran használják ismételten ugyanabban az alakban vagy kisebb változásokkal: pí-pí-pí, kipp-kopp. Egyes nyelvészek ezeket összetett szavaknak tekintik: (románul) gogâlț-gogâlț (nyelés hangjának utánzása), pif-paf-puf.
Több nyelvben a hangokat azonosan vagy hasonlóan adják vissza, de nem mindegyikben, és olykor a különbségek nagyon jelentősek, annak dacára, hogy a hangutánzó szavaknak természetes motivációjuk van. Példák a kakas hangjára:
| Nyelv      | Hangutánzó szó          |
| ---------- | ----------------------- |
| albán      | kikiriki                |
| angol      | cock-a-doodle-doo       |
| belarusz   | кукарэку [kukarɛku]     |
| bolgár     | кукурику [kukuriku]     |
| cseh       | kykyryký                |
| dán        | kykeliky                |
| eszperantó | kokeriko                |
| észt       | kikerikii               |
| finn       | kukkokiekuu             |
| francia    | cocorico                |
| görög      | κικιρίκου [kikir'iku]   |
| héber      | קוּקוּרִיקוּ [kukuriku]     |
| holland    | kukeleku                |
| horvát     | kukuriku                |
| indonéz    | kukuruyuk               |
| izlandi    | gaggalagó               |
| japán      | コケコッコ [kokekok:o]  |
| lengyel    | kukuryku                |
| szerb      | кукурику [kukuriku]     |
| macedón    | кукурику [kukuriku]     |
| magyar     | kukurikú, kikirikí      |
| német      | kikeriki                |
| norvég     | kykeliky                |
| olasz      | chicchirichì            |
| orosz      | кукареку [kukareku]     |
| portugál   | cocorocó, cocoricó      |
| román      | cucurigu                |
| spanyol    | quiquiriquí             |
| svéd       | kuckeliku               |
| szlovák    | kikirikí                |
| szlovén    | kukuriku                |
| thai       | เอ้กอี๊เอ้กเอ๊ก [eki:e:ke:k] |
| török      | kukuriku                |
| urdu       | kuklooku                |
| vietnámi   | ò-ó-o-o                 |

## Azonomatopoeiamondattani viselkedése
Általában mondatszói alakjában a hangutánzó szó nem illeszkedik bele a mondatba, de vannak kivételek. Egyes nyelvekben mondattani funkció nélkül jelennek meg mondatban, például (franciául) Tous les insectes ça fait crac quand on les écrase ’Minden bogár a krakk hangot hallatja, amikor rátaposnak’.
Ritkábban az onomatopoeia mondatrészként is előfordul. Példák:
- állítmány: (románul) Cioc în ușă! (szó szerint ’Kopp az ajtón!’),[45] (románul) Și el, bâldâbâc în apă (szó szerint ’Ő meg [vízbe esés hangja] a vízbe’);[46]
- alany: (románul) Se-auzea câte un […] trosc, pleosc […] ’Egy-egy […] reccs, loccs […] hallatszott’;[47]
- tárgy: (románul) Cloșca cum l-a văzut a început să strige cârr clonc clonc ’A kotló, ahogy meglátta, ezkezdett kárálni és kotyogni’;[47]
- módhatározó: (románul) A intrat pâș-pâș în cameră (szó szerint ’Bement [könnyed lépések hangja] a szobába’).[46]

Egy olyan nyelv, mint például az angol, amellett, hogy több hangutánzó mondatszót produkál, mint például a francia, könnyebben is illeszti őket eredeti alakjukban a grammatikai rendszerbe. Ez szófajváltással történik, ami következtében a szó a mondattani rendszerbe is beilleszkedik. Például a splash fröcskölést utánzó szóból a splash ’fröcskölés’ főnév és a to splash ’fröcsköl’ ige keletkezik. A magyarban így keletkezett néhány állatnév, mint a csér és a kakukk. Másféle hangutánzó mondatszó is válhat főnévvé, például az óra tiktakja szókapcsolatban.

## Hangutánzó szavak alkotása
Hangutánzó szavak többnyire szóképzéssel keletkeztek, és ezek főleg igék. Gerstner 2006 szerint a magyar nyelvben ezek nem előzőleg létező szavakból jöttek létre, hanem egy hangutánzó előrész és egy képző egyidejű összetapadása útján. Ilyenek például a nyekken, recseg, fütyül, durrog igék. A képzők elhomályosulásával ezekből később a nyekk, reccs, fütty, illetve durr hangutánzó indulatszókat következtették ki.
A hangutánzó igéket is lehet a felidézett hangfélék szerint osztályozni:
- állati hangok: mekeg, röfög;
- állati és emberi hangok: csámcsog, hörög;
- emberi hangok: dadog, nyafog;
- természeti hangok, zörejek: csobog, loccsan.

A legtöbb hangutánzó névszó a hangutánzó igékből képzett, például mindegyik olyan főnév, amely az illető ige cselekvését nevezi meg: mekegés, dadogás stb. Más főnevek létrejöhettek:
- igéből elvonással: lötty, korty;
- az ige képzőjének tudatos kicserélésével: robaj, zörej;
- hangutánzó előrészből és képzőből (állatnevek): cinege, pacsirta.

Más grammatikákban úgy vélik, hogy hangutánzó mondatszókból képezhetők egyéb hangutánzó szavak: (románul) poc > a pocni ’pattan, pattint, pattog’, vâj > a vâjâi ’zúg, süvölt’, (angolul) splash > splashy ’befröcskölt’, splasher ’kerékpár sárhányója’.